# Hartsen

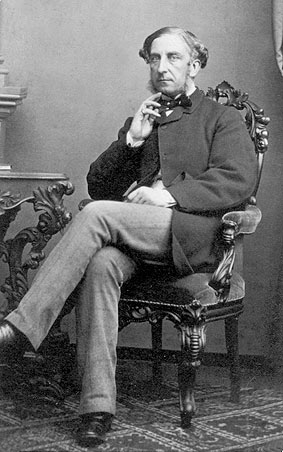
Cornelis Hartsen (1823-1895)

Hartsen is een uit Goch afkomstige familie waarvan leden sinds 1841 tot de Nederlandse adel behoren en die in 1972 uitstierf.

## Geschiedenis
De stamreeks begint met Jacob Hartsen die in Goch werd geboren, in 1605 garenkoopman was te Haarlem en voor 5 september 1642 overleed. In 1715 vestigde een nazaat, Anselmus Hartsen (1686-1756) zich in Amsterdam. Twee van diens achterkleinzonen werden bij Koninklijk Besluit van 14 augustus 1841 verheven in de Nederlandse adel, onder clausule van inlijving; bij KB van 3 juli 1844 werden beiden ingelijfd onder wijziging van het KB uit 1841.

## Enkele telgen
Anselmus Hartsen (1686-1756), koopman te Amsterdam
- Antoni Hartsen (1719-1782), koopman en toneeldichter
  - Cornelis Hartsen (1751-1817), koopman en assuradeur
    - Antoni Hartsen (1785-1820), oprichter van de Hollandsche Societeit van Levensverzekeringen
    - Elisabeth Hartsen (1786-1859); trouwde in 1807 met Frans van Heukelom (1776-1823), koopman en lid van de familie Van Heukelom
      - Mr. Cornelis van Heukelom (1822-1880), Tweede Kamerlid

    - Jhr. Pieter Hartsen (1789-1846), koopman en assuradeur, lid raad van Amsterdam, lid provinciale staten van Noord-Holland
      - Jhr. Cornelis Hartsen (1823-1895), minister; trouwde in 1850 met Sara Cornelia Wilhelmina van Lennep (1825-1899), dame du palais van koningin Emma, lid van de familie Van Lennep
        - Jkvr. Maria Cornelia Hartsen (1857-1886); trouwde in 1881 met mr. Theo Heemskerk (1852-1932), minister
        - Jkvr. Henriëtte Sarah Hartsen (1860-1946), evangeliste en drankbestrijdster

      - Jhr. Pieter Hartsen (1833-1913), koopman en assuradeur, lid provinciale staten van Noord-Holland; trouwde in 1865 met jkvr. Carolina Carina Janssens (1832-1896), lid van de familie Janssens

    - Sara Louisa Hartsen (1791-1849); trouwde in 1822 met jhr. Jan Willem Janssens (1762-1838), generaal, minister, lid van de familie Janssens
    - Jhr. Jacob Hartsen (1801-1845)
      - Jhr. dr. Frederik Anthony Hartsen (1838-1877), geneesheer, publicist
      - Jhr. ir. Jacob Hartsen (1842-1892), directeur gasfabriek te Baarn
        - Jkvr. dr. Maria Jacoba Hartsen (1890-1972), lerares Duits en Frans, lectrice universiteit van Berlijn, dichteres, laatste telg van het adellijke geslacht
        - Jhr. Jacob August Cornelis (von) Hartsen (1891-1916), 1e luitenant cavalerie in Saksische dienst, bij diploma van 30 december 1911 van koning Friedrich August van Saksen erkend te behoren tot de adel van Saksen